# Top Spin 2K25
TopSpin 2K25 è il quinto capitolo della serie videoludica Top Spin, sviluppato da Hangar 13 e pubblicato da 2K Sports. Uscito nel 2024 per PlayStation 4, PlayStation 5, Xbox One, Xbox Series X e Series S e Windows, il gioco segna il ritorno della celebre saga di simulazione tennistica dopo oltre dieci anni dall’ultimo episodio.
Il titolo si caratterizza per la presenza di numerose licenze ufficiali, con un ampio roster di tennisti professionisti ATP e WTA, campi reali, tornei internazionali e la possibilità di personalizzare attrezzature ed equipaggiamenti. Top Spin 2K25 offre diverse modalità di gioco, tra cui carriera, multiplayer locale e online.
Accolto positivamente da critica e pubblico, è stato considerato uno dei migliori videogiochi di simulazione tennistica degli ultimi anni, soprattutto in seguito ai tentativi meno riusciti da parte di altri sviluppatori.

## Novità
- Disponibili varie leggende tra cui Roger Federer, Serena Williams e Marija Šarapova.
- La modalità MyCareer permetterà al giocatore di cimentarsi a 360 gradi nel mondo del tennis e di scalare il ranking mondiale affrontando tutti i tornei, gli allenamenti e le sfide sponsor.

## Roster
ATP
- Jannik Sinner
- Carlos Alcaraz
- Frances Tiafoe
- Alexander Zverev
- Ben Shelton
- Daniil Medvedev
- Matteo Berrettini
- Taylor Fritz

WTA
- Iga Świątek
- Belinda Bencic
- Coco Gauff
- Emma Raducanu
- Leylah Annie Fernandez
- Madison Keys
- Karolína Plíšková
- Naomi Osaka
- Paula Badosa
- Sloane Stephens
- Caroline Wozniacki

Leggende
- Roger Federer
- John McEnroe
- Pete Sampras
- Andre Agassi
- Marija Šarapova
- Serena Williams
- Steffi Graf
- Andy Murray

## Tornei
Di seguito è riportato l'elenco di tutti i 40 campi che sono presenti nel gioco, di cui 14 di essi sono concessi in licenza.

### Tornei con licenza
Grande Slam
- Australian Open - Melbourne
- Roland Garros - Parigi
- Wimbledon - Londra
- US Open - New York

Masters 1000 / Premier Mandatory
- BNP Paribas Open - Indian Wells
- Sony Ericsson Open - Miami
- Monte Carlo Rolex Masters - Montecarlo
- Mutua Madrileña Madrid Open - Madrid
- Internazionali d'Italia - Roma
- Cincinnati Open - Cincinnati
- Canada Masters - Toronto
- Shanghai Masters - Shanghai
- BNP Paribas Masters - Parigi

ATP Finals
- Nitto ATP Finals - Torino

### Tornei senza licenza
WTA Finals
- Kallang Arena - Kallang

ATP 500 / Premier
- Delray Beach Classic - Delray Beach
- Highveld Open - Johannesburg
- Persian Gulf Open - Doha
- Flores Invitational - Buenos Aires
- Tibidabo Open - Barcellona
- Chouia Plain - Casablanca
- Liffey Open - Dublino
- Saale Invitational - Halle
- Marjan Invitational - Spalato
- Guerrero Coast Invitational - Acapulco
- Basilia Cup - Basilea
- Vienna Basin Cup - Vienna
- Tokyo Bay Open - Tokyo

ATP 250 / International
- Asb Tennis - Auckland
- Delhi Ridge - New Delhi
- Westside Drive - Houston
- Angels Bay Arena - Cagliari
- Challenger Caltanissetta - Caltanissetta
- Golden City Open - Praga
- Pavilion Open - Brighton
- Isar Invitational - Monaco
- El Arco Open - Los Cabos
- Turtle City Cup - Chengdu
- Amstel Open - Amsterdam
- Athens Cup - Atene
- Occitania Open - Montpellier

### Altri stadi da esibizione
- Nice Tennis Center - Nizza
- White Hill Tennis Center - Lisbona
- Fuji Tennis Center- Fuji
- Omis Tennis Center - Omis
- Stavanger Arena - Stavanger
- Dubai Sports Complex - Dubai
- Bangkok Tennis Centre - Bangkok
- Campo di allenamento - Novato